# Świnoroje
Świnoroje (białorus. Свінарое) – wieś w Polsce położona w województwie podlaskim, w powiecie hajnowskim, w gminie Narewka.
Prawosławni mieszkańcy wsi należą do parafii św. Mikołaja w Narewce, a wierni kościoła rzymskokatolickiego do parafii św. Jana Chrzciciela w Narewce.

## Historia
Według Pierwszego Powszechnego Spisu Ludności z 1921 roku wieś liczyła 7 domów i 37 mieszkańców (20 kobiet i 17 mężczyzn). Większość mieszkańców miejscowości, w liczbie 32 osób, zadeklarowała wyznanie prawosławne, pozostali zgłosili wyznanie rzymskokatolickie (w liczbie 5 osób). Podział religijny mieszkańców wsi całkowicie odzwierciedlał ich strukturą narodowo-etniczną, gdyż większość mieszkańców wsi, w liczbie 32 osób, podała narodowość białoruską, natomiast pozostali podali narodowość polską (5 osób). W okresie międzywojennym wieś znajdowała się w gminie Masiewo w powiecie białowieskim.
W latach 1975–1998 miejscowość administracyjnie należała do województwa białostockiego.